# Комплексна раван
У математици, комплексна раван омогућава геометријски приказ комплексних бројева. Како се сваком комплексном броју {\displaystyle x+iy} одговара уређени пар реалних бројева {\displaystyle (x,y)}, може придружити тачка {\displaystyle Z(x,y)} у равни. На тај начин скуп комплексних бројева се поистовећује са равни у коју је уведен Декартов правоугли координатни систем, и то тако да {\displaystyle x}-оса представља реалну осу и само на њој леже реални бројеви, а {\displaystyle y}-оса имагинарну осу и она садржи само имагинарне бројеве. Комплексна раван се назива још и Гаусовом равни.
Свакој тачки те равни {\displaystyle M(x,y)} одговара тачно један комплексан број {\displaystyle z=x+iy}, и њега називамо афиксом тачке {\displaystyle M}.
Комплексни бројеви се при операцијама сабирања, одузимања и множења реалним бројем понашају баш као вектори. Производ два комплексна броја је најједноставније објаснити коришћењем поларних координата - модуо производа је једнак производу модула датих бројева, а угао који одређује вектор производа једнак је збиру углова које одређују вектори датих комплексних бројева. Специјално, множење комплексним бројем модула један можемо схватити као ротацију.